# Terzi (cognome)
Terzi è un cognome di lingua italiana.

## Varianti
Terzani, Terzano, Terziani, Terziano, Terzini, Terzino, Terzo, Terzoli, Terzolo, Terzoni, Terzulli.

## Origine e diffusione
Cognome tipicamente settentrionale, è presente prevalentemente nel lombardo-emiliano.
Potrebbe derivare dal cognomen latino Tertius o da un toponimo.
In Italia conta circa 2222 presenze.
La variante Terziani è aretina; Terzani è fiorentino; Terzini è aquilano e senese; Terzino compare a Roma e nel rietino; Terzoli è milanese, brianzolo, viterbese e romano; Terzolo è piemontese, tipico delle provincie di Torino e Asti; Terzoni compare nel maceratese e piacentino; Terzulli compare sporadicamente in tutta la penisola; Terzo è siciliano, napoletano e vicentino; Terziano è praticamente unico.

## Persone
- Aleardo Terzi – illustratore e pubblicitario italiano
- Amedeo John Engel Terzi – illustratore scientifico italiano
- Andrea Terzi – illustratore italiano, padre di Aleardo ed Amedeo
- Claudio Terzi, allenatore ed ex calciatore italiano